# Astrid Švédská
Astrid Švédská (Astrid Sofie Lovisa Thyra; 17. listopadu 1905, Stockholm – 29. srpna 1935, Küssnacht) byla členka švédského rodu Bernadotte a později jako první manželka krále Leopolda III. Belgického královna Belgičanů. Po svatbě s Leopoldem v listopadu 1926 přijala titul brabantské vévodkyně. Astrid byla belgickou královnou od 23. února 1934 až do své smrti v roce 1935. Byla známá svými charitativními aktivitami, zaměřenými zejména na pomoc ženám a dětem.
Astrid a Leopold měli tři děti. Jejich dcera Josefína Šarlota se později stala lucemburskou velkovévodkyní, zatímco oba jejich synové nastoupili na belgický trůn jako králové. Jejich syn král Albert II. pojmenoval svou první dceru, belgickou princeznu Astrid, po své matce. Královna Astrid byla sestrou norské korunní princezny Marty (manželky budoucího krále Olafa V.).

## Původ, mládí

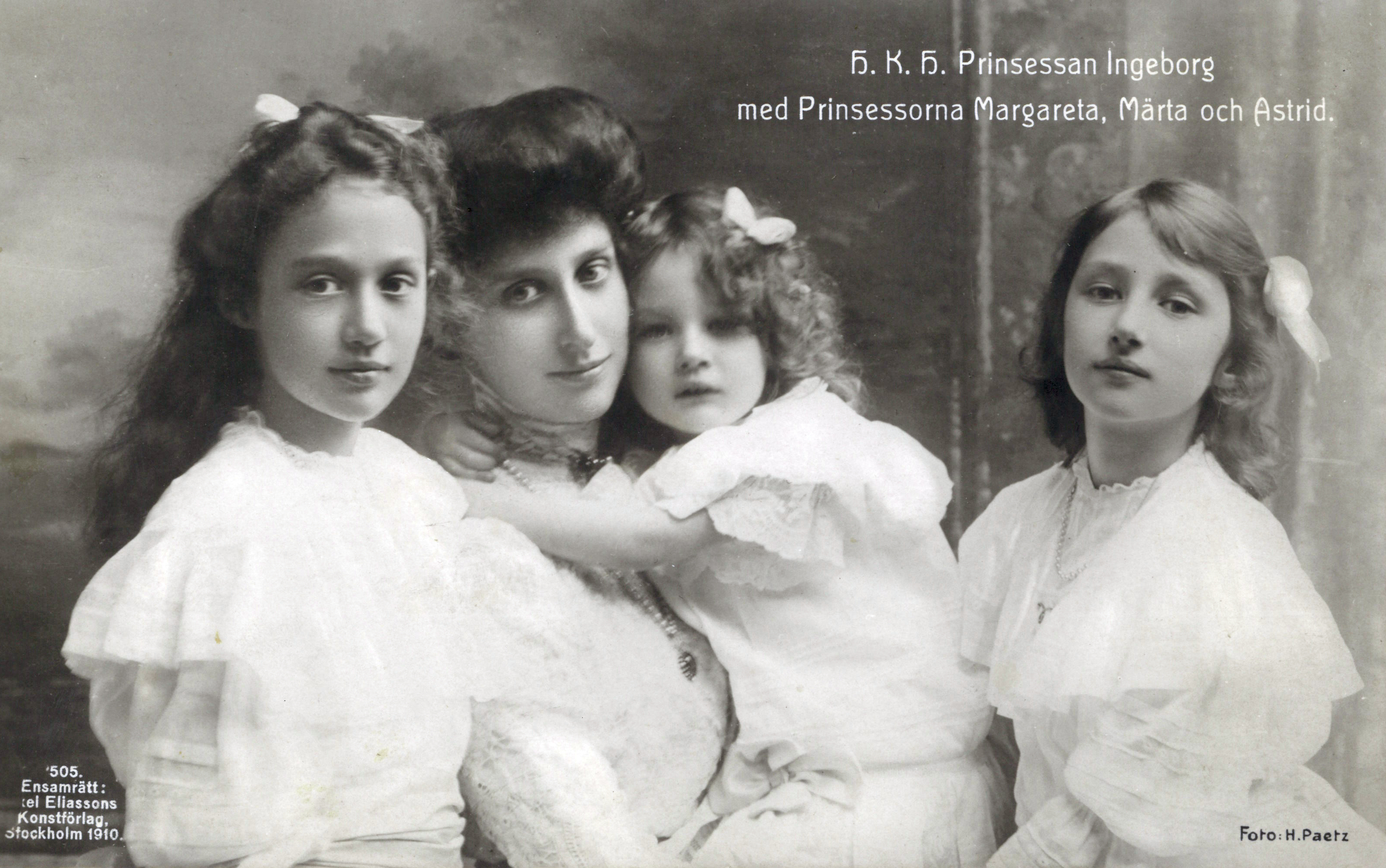
Princezna Astrid (uprostřed) se svou matkou princeznou Ingeborg a dvěma sestrami, princeznou Markétou (vlevo) a princeznou Martou (vpravo), 1910

Princezna Astrid se narodila 17. listopadu 1905 v tehdejším sídle svých rodičů, paláci Arvfurstens v Gustav Adolfs Torg v centru Stockholmu. Byla třetím dítětem a nejmladší dcerou prince Karla, vévody z Västergötlandu, a jeho manželky, dánské princezny Ingeborg. Její otec byl třetím synem švédského a norského krále Oskara II. z manželství s Žofií Nasavskou a byl mladším bratrem švédského krále Gustava V.  Astridina matka byla dcerou dánského krále Frederika VIII. a jeho manželky Luisy Švédské a mladší sestrou dánského krále Kristiána X. a norského krále Haakona VII.
Astrid měla dvě starší sestry, Markétu, dánskou princeznu Axel, a Martu, norskou korunní princeznu, a mladšího bratra, prince Karla Bernadotta.
Astrid vyrůstala se svými sestrami a mladším bratrem v Byströmově vile (známé také jako palác prince Karla) na ostrově Djurgården v centru Stockholmu až do roku 1923, kdy rodina musela z finančních důvodů dům opustit. Po roce 1909 trávili prázdniny v rodinném letním sídle Villa Fridhem' u Bråvikenu, zálivu Baltského moře nedaleko Norrköpingu. Astrid byla vychovávána v přísné výchově a v malém přepychu. Navštěvovala internátní školu Sint Botvid, kde se vyučovalo ve francouzštině, a poté pokračovala v Akerstrom-Soderstromově dokončovací škole, kde se učila šití, hře na klavír, baletu a péči o děti . Po ukončení školy Astrid pracovala ve stockholmském sirotčinci, kde se starala o děti.

## Manželství

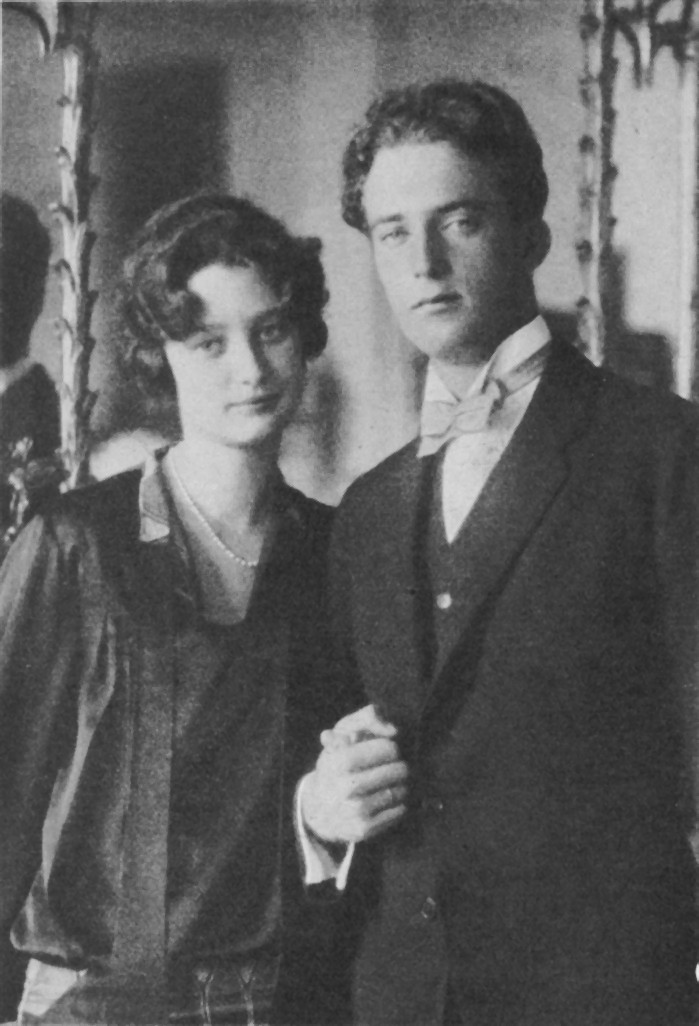
Zásnubní fotografie princezny Astrid Švédské a prince Leopolda, vévody z Brabantu, 1926

Díky svému královskému postavení byla Astrid označována za potenciální nevěstu řady princů, včetně budoucího Eduarda VIII. ze Spojeného království a budoucího Olafa V. z Norska.
V září 1926 bylo oznámeno její zasnoubení s belgickým princem Leopoldem, vévodou brabantským. Král prohlásil: „Královna a já bychom vám rádi oznámili blížící se sňatek prince Leopolda, vévody brabantského, a švédské princezny Astrid. Jsme přesvědčeni, že princezna přinese našemu synovi radost a štěstí. Leopold a Astrid se rozhodli spojit své životy bez jakýchkoli tlaků či státních důvodů. Jejich svazek je opravdovým svazkem lidí se stejnými sklony.“
Princezna Astrid uzavřela 4. listopadu 1926 ve Stockholmu civilní sňatek s princem Leopoldem a 10. listopadu 1926 byli manželé oddáni v katedrále svatého Michala a Guduly v Bruselu. Po uzavření civilního sňatku odcestovali manželé odděleně do Antverp a v Belgii se opět setkali. Církevního sňatku se zúčastnila početná svatební společnost mladých přátel a příbuzných: dánská princezna Feodora, belgická princezna Marie Josefa, švédská princezna Marta, švédská princezna Ingrid, švédský princ Karel, švédský princ Gustav Adolf, norský korunní princ Olaf a belgický princ Karel.

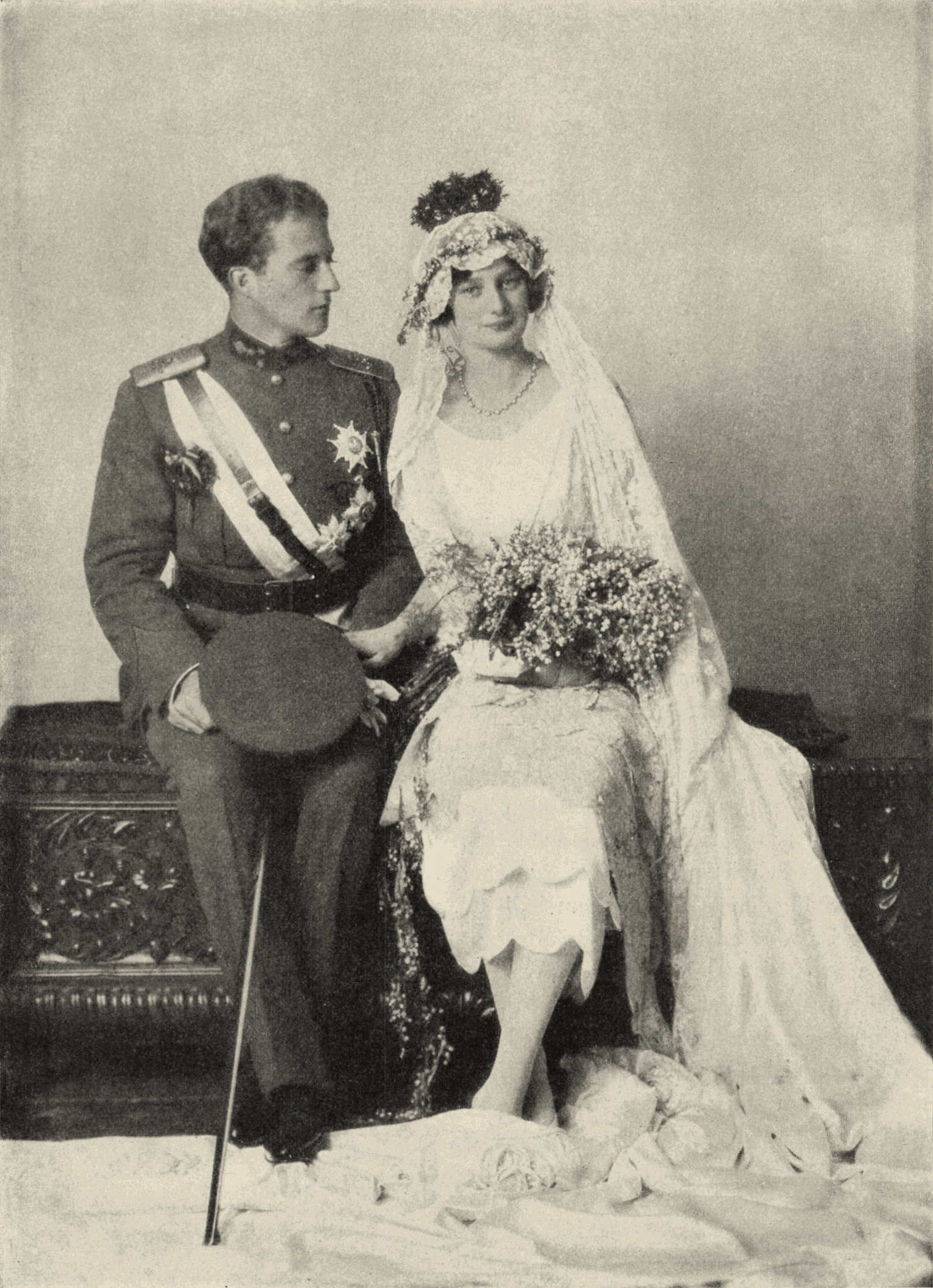
Astrid a Leopold ve svatební den

Princezna Astrid dostala od belgické vlády jako svatební dar diadém vytvořený belgickým klenotníkem Van Beverem. Původní verze diadému je pružná diamantová bandeau ve stylizovaném motivu řeckého klíče zakončená 11 velkými diamanty na hrotech. Tyto velké kameny, které samy o sobě měly dohromady asi 100 karátů, symbolizovaly devět belgických provincií a dnes již bývalou belgickou kolonii Kongo. Později přidala sadu diamantových oblouků, které obepínaly každý z 11 samostatných kamenů. Po Astridině smrti byl diadém v držení krále Leopolda a jeho druhá manželka Lilian, princezna z Réthy, nosila části diadému, ale ne celou sadu drahokamů, protože Lilian nikdy neměla titul královny. Leopold se vzdal trůnu ve prospěch svého syna Baudouina; když se Baudouin oženil, daroval Leopold tiáru nové královně Fabiole, která ji měla na sobě ve svatební den. Po Baudouinově smrti klenot předala k nošení královně Paole, která jej po abdikaci svého manžela Alberta předala Matyldě, nové belgické královně.

## Vévodkyně z Brabantu

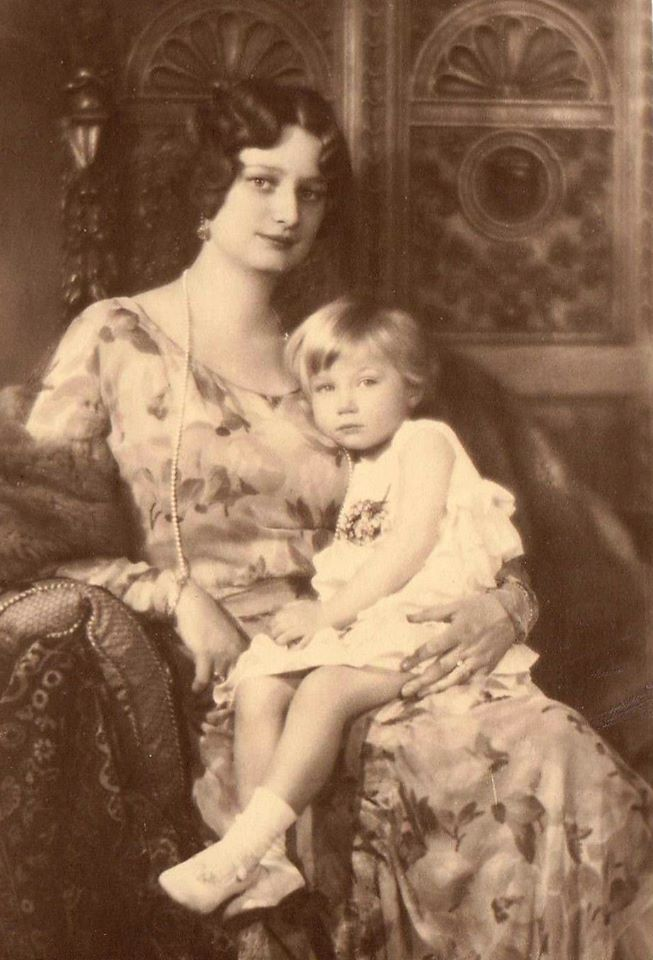
Princezna Astrid, vévodkyně z Brabantu, se svou jedinou dcerou princeznou Josefínou Šarlotou, c. 1930

Vévoda a vévodkyně z Brabantu strávili líbánky v jižní Francii a poté se přestěhovali do křídla královského paláce v Bruselu. Po líbánkách se princezna Astrid začala učit francouzsky a nizozemsky, Belgičané Astrid nadšeně přijali pro její krásu, půvab a prostotu.
V říjnu 1927 se Leopoldovi a Astrid narodila dcera, princezna Josefína Šarlota, pozdější lucemburská velkovévodkyně a matka lucemburského velkovévody Jindřicha. Narození Josefíny Šarloty bylo pro Astrid těžkým obdobím, protože ženy byly vyloučeny z nástupnické linie na trůn. O rok později navštívila se svým manželem Nizozemskou východní Indii, dnešní Indonésii. Místní obyvatelé obdivovali vřelý, nadšený a méně formální přístup princezny Astrid. Po pěti měsících strávených v Nizozemské východní Indii odcestovali manželé na lodi Tjerimai zpět do Belgie. Po návratu se manželé přestěhovali na zámek Stuyvenberg. V září 1930 se Astrid narodil princ Baudouin, který se nakonec stal belgickým králem. 
Astrid byla vychována jako luteránka, ale po svatbě s Leopoldem konvertovala ke katolictví. O konverzi ke katolicismu uvažovala již dříve, protože se jednalo o oficiální náboženství Belgie, ale po poradě s otcem Williamem Hemmickem, který jí řekl, aby počkala, až skutečně uvěří, že se jedná o pravé náboženství, konverzi odložila.  V den Astridiny konverze její tchán král Albert I. řekl: „Jsem rád, velmi rád. Nyní je celá rodina sjednocena ve stejném náboženství."

## Belgická královna

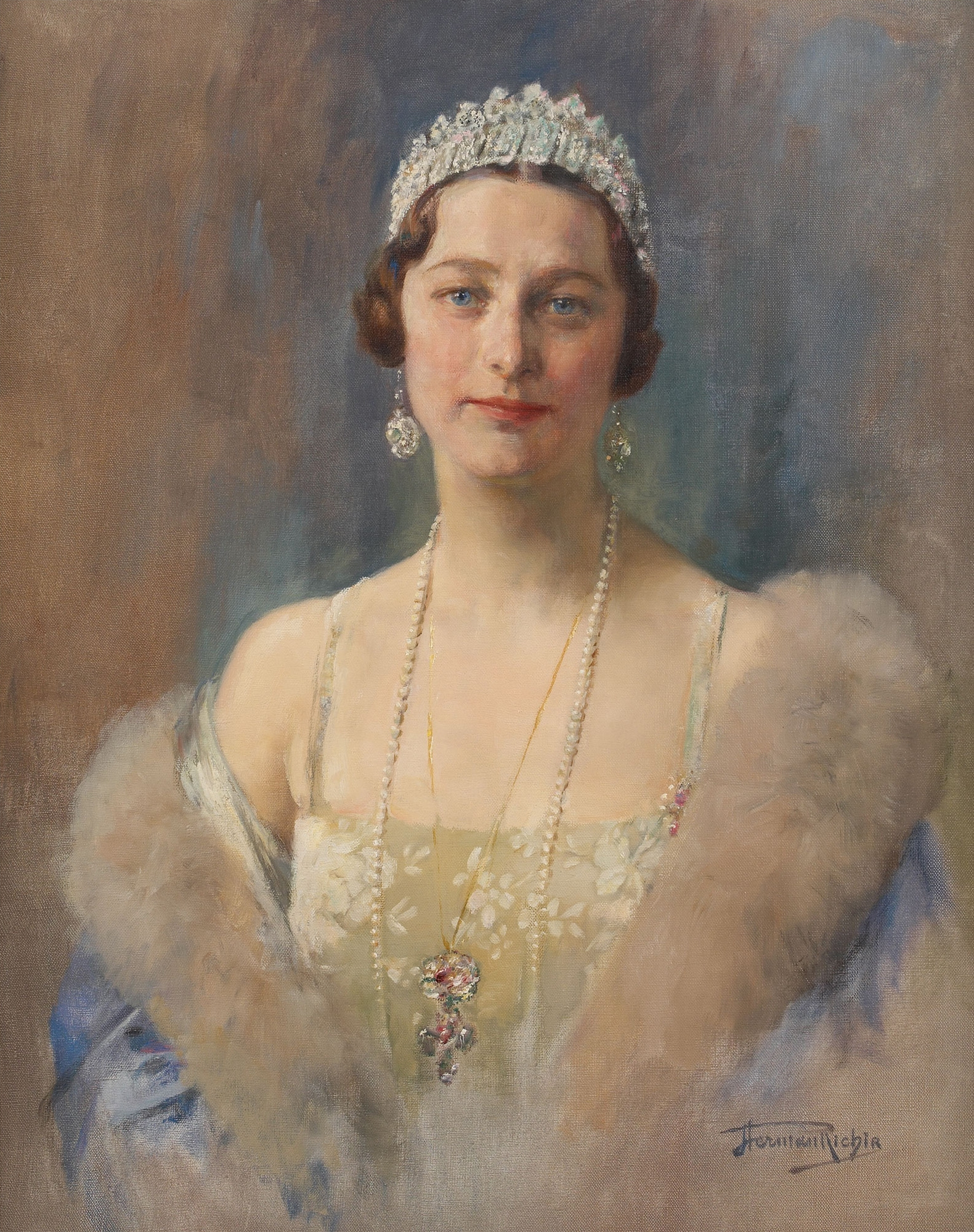
Belgická královna Astrid na portrétu Hermana Richira, 1935

17. února 1934 zemřel král Albert I. při horolezecké nehodě v belgickém Marche-les-Dames. Novým belgickým králem a královnou se stali Leopold a Astrid. Ještě téhož roku se Leopoldovi a Astrid narodilo třetí dítě. Dostal jméno Albert po svém dědečkovi a nakonec se stal belgickým králem po svém bratrovi Baudouinovi. Současný belgický král Filip je Albertovým synem.
Jako belgická královna se Astrid věnovala výchově svých dětí a podpoře sociálních cílů, které ji přivedly do kontaktu s Belgičany. Zajímala se o situaci žen, dětí a znevýhodněných lidí. Během hospodářské krize v Belgii v roce 1935 zorganizovala sbírku šatstva, peněz a potravin pro chudé prostřednictvím otevřeného dopisu, který byl zveřejněn jako „Královnina výzva“. Královna Astrid také navštěvovala chudinské osady v Belgii.
Královna Astrid se zajímala zejména o formální vzdělávání žen v oblasti péče o děti a zdravotnictví. Podporovala také vzdělávání mladých dívek v oboru švadlena, aby se zlepšily jejich profesní možnosti. Podporovala katolické charitativní instituce, jako byly sestry svatého Vincenta de Paul, a liberální organizace, jako byla Fédération des Foyers Belges. Poskytovala také audienci zastáncům ženských práv, jako byla baronka Marthe Boël, předsedkyně Národní rady belgických žen.

## Smrt
V srpnu 1935 odjeli král a královna inkognito do svého prázdninového sídla, vily Haslihorn v Horw na břehu Lucernského jezera ve Švýcarsku. Josefína Šarlota a Baudouin cestovali s rodiči, zatímco roční princ Albert zůstal v Bruselu.

29. srpna 1935 se král a královna vydali na poslední výlet do hor před návratem domů. Jejich šofér seděl vzadu v kabrioletu Packard One-Twenty, král řídil a královna se dívala do mapy. Přibližně v 9:30 královna na něco upozornila svého manžela, který odvrátil pohled od cesty. Auto sjelo ze silnice, sjelo z prudkého svahu a narazilo do stromu. Královna Astrid otevřela dveře ve snaze vyskočit, ale po nárazu byla vymrštěna ven a po nárazu hlavou do kmene stromu okamžitě zemřela, zatímco auto narazilo do druhého stromu. Bylo jí pouhých 29 let a nehoda byla navíc dvojnásobnou tragédií, protože Astrid čekala své čtvrté dítě.

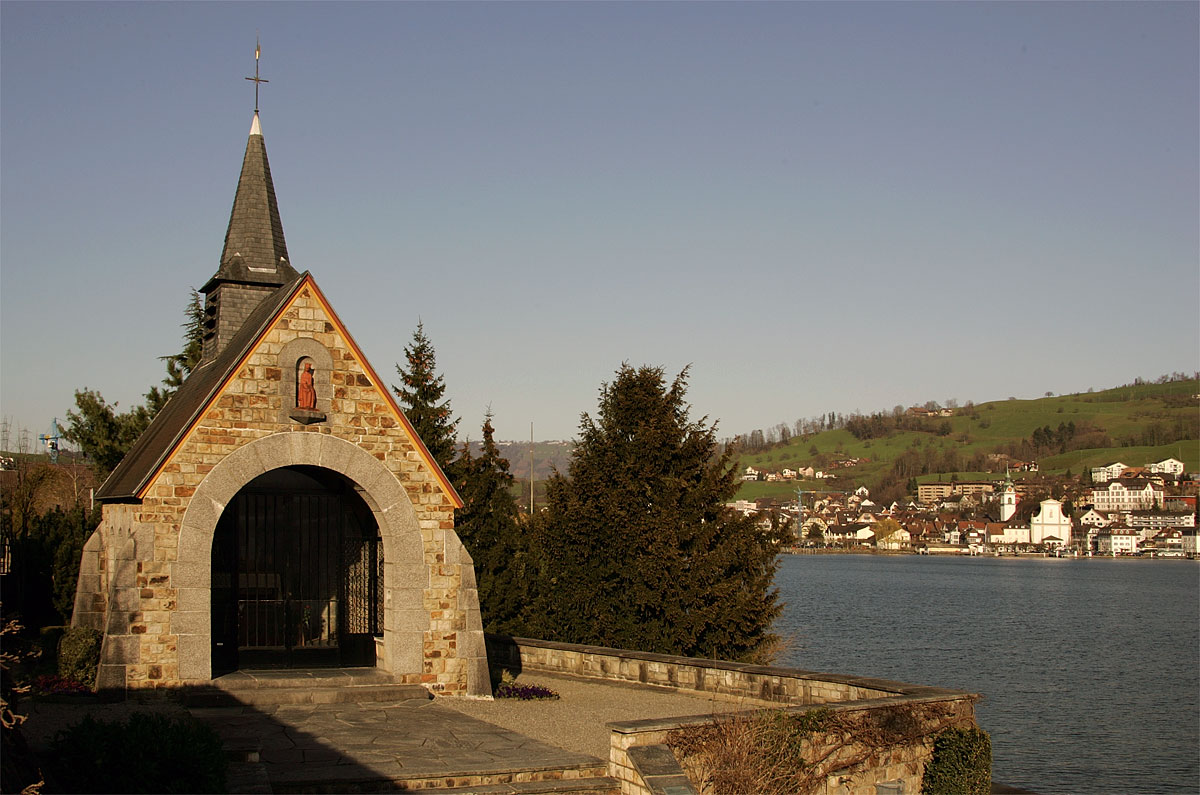
Kaple zasvěcená královně Astridě v Küssnachtu (kanton Schwyz, Švýcarsko)

Královna Astrid je pohřbena v královské hrobce v kostele Panny Marie v Laekenu v Bruselu vedle svého manžela, krále Leopolda III. a jeho druhé manželky Lilian, princezny Réthy. Leopold zakázal v zájmu jejich tří dětí, aby se o Astrid byť jen promluvilo, a nechal její komnatu nedotčenou a ochraňoval skálu potřísněnou její krví.
Město Küssnacht věnovalo Leopoldovi pozemek, na němž se nehoda odehrála. Panovník tam nechal zbudovat Astridinu kapli jako její pomník.
Někdejší belgická kasárna Camp Astrid také nesou její jméno.

## Erby a tituly
- 1905–1926: Její Královská Výsost princezna Astrid Švédská
- 1926–1934: Její Královská Výsost princezna Astrid Belgická, vévodkyně brabantská, princezna švédská
- 1934–1935: Její Veličenstvo královna Astrid, belgická královna, švédská princezna

| Spojený erb Leopolda III. a Astrid Švédské | Královský monogram Astrid Švédské |

## Rodokmen
|                |                                 |  |                             |                                    |  |  |  |  |  |  |  | Karel XIV. |
|                |                                 |  |                             |                                    |  |  |  |  |  |  |  |            |
|                | Oskar I.                        |  |                             |                                    |  |  |  |  |  |  |  |            |
|                |                                 |  |                             |                                    |  |  |  |  |  |  |  |            |
|                |                                 |  |                             | Désirée Clary                      |  |  |  |  |  |  |  |            |
|                |                                 |  |                             |                                    |  |  |  |  |  |  |  |            |
|                | Oskar II.                       |  |                             |                                    |  |  |  |  |  |  |  |            |
|                |                                 |  |                             |                                    |  |  |  |  |  |  |  |            |
|                |                                 |  |                             | Evžen de Beauharnais               |  |  |  |  |  |  |  |            |
|                |                                 |  |                             |                                    |  |  |  |  |  |  |  |            |
|                | Joséphine de Beauharnais mladší |  |                             |                                    |  |  |  |  |  |  |  |            |
|                |                                 |  |                             |                                    |  |  |  |  |  |  |  |            |
|                |                                 |  |                             | Augusta Bavorská                   |  |  |  |  |  |  |  |            |
|                |                                 |  |                             |                                    |  |  |  |  |  |  |  |            |
|                | Karel Švédský                   |  |                             |                                    |  |  |  |  |  |  |  |            |
|                |                                 |  |                             |                                    |  |  |  |  |  |  |  |            |
|                |                                 |  |                             | Fridrich Vilém Nasavsko-Weilburský |  |  |  |  |  |  |  |            |
|                |                                 |  |                             |                                    |  |  |  |  |  |  |  |            |
|                | Vilém Nasavský                  |  |                             |                                    |  |  |  |  |  |  |  |            |
|                |                                 |  |                             |                                    |  |  |  |  |  |  |  |            |
|                |                                 |  |                             | Luisa Isabela z Kirchbergu         |  |  |  |  |  |  |  |            |
|                |                                 |  |                             |                                    |  |  |  |  |  |  |  |            |
|                | Žofie Nasavská                  |  |                             |                                    |  |  |  |  |  |  |  |            |
|                |                                 |  |                             |                                    |  |  |  |  |  |  |  |            |
|                |                                 |  |                             | Pavel Württemberský                |  |  |  |  |  |  |  |            |
|                |                                 |  |                             |                                    |  |  |  |  |  |  |  |            |
|                | Pavlína Württemberská           |  |                             |                                    |  |  |  |  |  |  |  |            |
|                |                                 |  |                             |                                    |  |  |  |  |  |  |  |            |
|                |                                 |  |                             | Šarlota Sasko-Hildburghausenská    |  |  |  |  |  |  |  |            |
|                |                                 |  |                             |                                    |  |  |  |  |  |  |  |            |
| Astrid Švédská |                                 |  |                             |                                    |  |  |  |  |  |  |  |            |
|                |                                 |  |                             |                                    |  |  |  |  |  |  |  |            |
|                |                                 |  | Fridrich Vilém Glücksburský |                                    |  |  |  |  |  |  |  |            |
|                |                                 |  |                             |                                    |  |  |  |  |  |  |  |            |
|                | Kristián IX.                    |  |                             |                                    |  |  |  |  |  |  |  |            |
|                |                                 |  |                             |                                    |  |  |  |  |  |  |  |            |
|                |                                 |  |                             | Luisa Karolina Hesensko-Kasselská  |  |  |  |  |  |  |  |            |
|                |                                 |  |                             |                                    |  |  |  |  |  |  |  |            |
|                | Frederik VIII.                  |  |                             |                                    |  |  |  |  |  |  |  |            |
|                |                                 |  |                             |                                    |  |  |  |  |  |  |  |            |
|                |                                 |  |                             | Vilém Hesensko-Kasselský           |  |  |  |  |  |  |  |            |
|                |                                 |  |                             |                                    |  |  |  |  |  |  |  |            |
|                | Luisa Hesensko-Kasselská        |  |                             |                                    |  |  |  |  |  |  |  |            |
|                |                                 |  |                             |                                    |  |  |  |  |  |  |  |            |
|                |                                 |  |                             | Luisa Šarlota Dánská               |  |  |  |  |  |  |  |            |
|                |                                 |  |                             |                                    |  |  |  |  |  |  |  |            |
|                | Ingeborg Dánská                 |  |                             |                                    |  |  |  |  |  |  |  |            |
|                |                                 |  |                             |                                    |  |  |  |  |  |  |  |            |
|                |                                 |  |                             | Oskar I.                           |  |  |  |  |  |  |  |            |
|                |                                 |  |                             |                                    |  |  |  |  |  |  |  |            |
|                | Karel XV.                       |  |                             |                                    |  |  |  |  |  |  |  |            |
|                |                                 |  |                             |                                    |  |  |  |  |  |  |  |            |
|                |                                 |  |                             | Joséphine de Beauharnais mladší    |  |  |  |  |  |  |  |            |
|                |                                 |  |                             |                                    |  |  |  |  |  |  |  |            |
|                | Luisa Švédská                   |  |                             |                                    |  |  |  |  |  |  |  |            |
|                |                                 |  |                             |                                    |  |  |  |  |  |  |  |            |
|                |                                 |  |                             | Frederik Nizozemský                |  |  |  |  |  |  |  |            |
|                |                                 |  |                             |                                    |  |  |  |  |  |  |  |            |
|                | Luisa Oranžsko-Nasavská         |  |                             |                                    |  |  |  |  |  |  |  |            |
|                |                                 |  |                             |                                    |  |  |  |  |  |  |  |            |
|                |                                 |  |                             | Luisa Pruská                       |  |  |  |  |  |  |  |            |
|                |                                 |  |                             |                                    |  |  |  |  |  |  |  |            |